# Edicions de Ponent
Edicions de Ponent és una editorial de còmics dirigida per Paco Camarasa, nascuda a Alacant el 1995, que publica en català i en espanyol. Autors consagrats i noves promeses han contat les seues històries a les diferents col·leccions de l'editorial des de la seua creació fins avui: Sento, Micharmut, Calataiud, Max, Pere Joan, María Colino, Keko, El Cubri, Ana Juan, etc., i ha participat en el Festival del Còmic d'Angulema. El 2005 obtingué el Premi Yellow Kid ad un editore. Roma Cartoon.
Diverses obres seves han estat també premiades:
- Mil vidas mas (Textos: Pepe Gálvez, il·lustracions: Joan Mundet i Alfons López, 2010). Premi Nacional de Còmic de Catalunya 2011.[4]
- El arte de volar (Antonio Altarriba i Kim). Premi Nacional de Còmic de Catalunya, Premi Nacional del Còmic (Espanya) i el Premi a la Millor Obra, al Millor Guió (Antonio Altarriba) i al Millor dibuix (Kim) del Saló del Còmic de Barcelona de 2010 (Ficomic).[5]
- Plaza Elíptica (Santiago Valenzuela). Premio Nacional de Cómic (Espanya) 2011.[6]

Després de la mort del fundador Paco Camarasa, molts autors estaven en relació amb l'editorial per impagaments i estancats a causa dels contractes de vinculació amb l'editorial de cinc o deu anys. Els hereus es desentenen de l'editorial.

## Catàleg en català

### Obres deLluís Juste de Nin
Entre parèntesis any de publicació.
- Montecristo 1941(2007)

- El guepard 1970 (2008)
- Barcelona 1931. L'educació sentimental (2009)
- El quart poder (2010)
- La muntanya màgica (2011)
- La fira de les vanitats (2012)
- La guerra dels besavis (2013)
- Rauxa (2014)
- Quan de tu s'allunya (2015)
- Andreu Nin, seguint les teves passes (2016)

### Altres obres
- A la recerca del català autèntic, de Dànius i Miquel Martí Danés (2014)
- La nota del jazz, d'Òscar Martínez Serrano (2015)
- 101 acudits del senyor Ruc, de Guillem Cifré (2015)